# Cassipourea zenkeri
Cassipourea zenkeri är en tvåhjärtbladig växtart som först beskrevs av Adolf Engler, och fick sitt nu gällande namn av Arthur Hugh Garfit Alston. Cassipourea zenkeri ingår i släktet Cassipourea, och familjen Rhizophoraceae. Inga underarter finns listade i Catalogue of Life.